# Superstar (Umberto Tozzi)
Superstar è un album raccolta del cantante italiano Umberto Tozzi uscito nel 2009.

## Il disco
L'album è una raccolta di canzoni di Tozzi minori, cioè non pubblicate come singoli o comunque che hanno riscosso meno successo rispetto ai suoi hit (Ti amo, Gloria, Tu, ecc.), reincise con nuovi arrangiamenti curati da Tozzi in collaborazione con Matteo Gaggioli; è inoltre presente, come bonus track, una versione dal vivo di Ti amo, che dal 4 settembre è la colonna sonora dello spot di Vodafone.
Il disco contiene due inediti, Superstar e Zingara del cielo; inoltre L'amore è quando non c'è più era stata incisa in origine dal batterista triestino Euro Cristiani nel 1979 (e ripresa dal cantautore torinese nel 1991 ne Gli altri siamo noi).

## Tracce
1. Superstar
2. L'amore è quando non c'è più
3. Come zucchero
4. Mama
5. Al sud
6. Fermati allo stop
7. Please
8. Mi manca
9. Gesù che prendi il tram
10. Il marinaio delle stelle
11. Ripensando alla freccia del sud
12. Zingara del cielo
13. Fuga in sogno
14. Invisibile
15. Lo stare insieme
16. Un fiume dentro il mare
17. Ti amo (Bonus track)

## Formazione
- Umberto Tozzi – voce, chitarra
- Claudia Natili – basso
- Matteo Gaggioli – chitarra, tastiera
- Riccardo Focacci – batteria
- Lorenzo Piscopo – chitarra
- Simone Padovani – percussioni
- Dafne Oophfer – violino
- Francesca Dessi – violino
- Andrea Lagi – tromba
- Giulio Clementi – trombone
- Alessandro Riccucci – sax
- Mimmo Mollica – armonica
- Valentino Martone, Valentina Lombardi – cori